# Ramon Fernandez (basket-ball)
Ramon Fernandez, né le 3 octobre 1953, à Maasin, aux Philippines, est un ancien joueur philippin de basket-ball. Il évolue durant sa carrière au poste d'ailier fort et de pivot.

## Palmarès
- Champion d'Asie 1973
- Finaliste des Jeux asiatiques de 1990
- MVP de la PBA (1982, 1984, 1986, 1988)
- 6 fois All-Star PBA